# Байкаловский район (Тюменская область)
Байка́ловский райо́н — упразднённый район в составе Уральской области с 1925 по 1932 год, в составе Омской области РСФСР с 1937 по 1944 год и в составе Тюменской области РСФСР с 1944 по 1960 год.
Административный центр — село Байкалово.

## История
Образован на основании постановления президиума Уралоблисполкома от 14 января 1925 года в составе Тобольского округа Уральской области из 9 сельсоветов Тобольского и 1 сельсовета Черноковского районов. Первоначально назывался Булашёвским районом, центр располагался в с. Булашёво.
В состав района вошли следующие сельсоветы: Александровский, Байкаловский, Булашёвский, Кутарбитский, Мазуровский, Сеитовский, Сорокинский, Тахтаирский, Тоболтуринский, Чебургинский.
15 сентября 1926 года район переименован в Байкаловский, центр перенесён в село Байкалово. В то время район включал 10 сельсоветов: Александровский, Байкаловский, Булашевский, Кутарбитский, Мазуровский, Сеитовский, Сорокинский, Тахтаирский (центр — д. Хмелева), Тоболтуринский, Чебургинский.
1927 год — образован Бехтеревский сельсовет. Тахтаирский сельсовет переименован в Хмелёвский.
7 января 1932 года постановлением ВЦИК — район упразднён, территория передана в состав Тобольского района.
4 июля 1937 года постановлением ВЦИК — район вновь образован в составе Тобольского округа Омской области. В его состав вошло 10 сельсоветов из Тобольского и 7 сельсоветов из Ярковского районов: Антипинский, Байкаловский, Бачелинский, Бехтеревский, Булашёвский, Верхнесидоровский, Красноярский, Кутарбитский, Мазуровский, Плехановский, Сеитовский, Сорокинский, Таракановский, Тоболтуринский, Хмелёвский, Чебургинский, Шатановский.
14 августа 1944 года передан в состав образованной Тюменской области.
17 июня 1954 года упразднены Антипинский, Бехтеревский, Красноярский, Мазуровский, Таракановский и Шатановский сельсоветы. 24 марта 1960 года упразднён Чебургинский сельсовет.
9 июля 1960 года район упразднён указом президиума Верховного совета РСФСР.
Байкаловский, Булашёвский, Кутарбитский, Тоболтуринский и Хмелёвский сельсоветы переданы в Тобольский район. Бачелинский, Верхнесидоровский, Плехановский, Сеитовский и Сорокинский сельсоветы — в Ярковский район.